# Regering-De Broqueville V
De regering-De Broqueville V (12 juni - 20 november 1934) was een Belgische regering. Het was een coalitie tussen de Katholieke Unie (80 zetels) en de Liberale Partij (24 zetels). 

## Verloop
Op 12 juni 1934 werd de regering-De Broqueville IV grondig herschikt, waarna ze door het leven ging als de regering-de Broqueville V. Met de wet van 31 juli 1934 kreeg de regering bijzondere machten om noodzakelijke drastische maatregelen te nemen in verband met de Grote Depressie
In november 1934 werd de regering opgevolgd door de regering-Theunis IV, die naast katholieken en liberalen ook technici bevatte.

## Samenstelling
De regering-De Broqueville V telde 14 ministers: 8 voor de katholieken en 6 voor de liberalen.
| Ambtsbekleder                                | Ambtsbekleder | Ambtsbekleder                      | Functie                             | Partij                        |
| -------------------------------------------- | ------------- | ---------------------------------- | ----------------------------------- | ----------------------------- |
|                                              |               | Charles de Broqueville (1860-1940) | Eerste Minister                     | Katholieke Unie               |
|                                              |               | Albert Devèze (1881-1959)          | Minister Landsverdediging           | Liberale Partij               |
|                                              |               | Henri Jaspar (1870-1939)           | Minister Buitenlandse Zaken         | Katholieke Unie               |
|                                              |               | François Bovesse (1890-1944)       | Minister Justitie                   | Liberale Partij               |
|                                              |               | Hubert Pierlot (1883-1965)         | Minister Binnenlandse Zaken         | Katholieke Unie               |
|                                              |               | Victor Maistriau (1870-1961)       | Minister Openbaar Onderwijs         | Liberale Partij               |
|                                              |               | Gustave Sap (1886-1940)            | Minister Financiën                  | Katholieke Unie               |
|                                              |               | Frans Van Cauwelaert (1880-1961)   | Minister Landbouw                   | Katholieke Unie               |
| Minister Economische Zaken                   |               | Frans Van Cauwelaert (1880-1961)   |                                     | Katholieke Unie               |
|                                              |               | Pierre Forthomme (1877-1959)       | Minister Openbare Werken            | Liberale Partij               |
|                                              |               | Philip Van Isacker (1884-1951)     | Minister Arbeid en Sociale Voorzorg | Katholieke Unie               |
|                                              |               | Octave Dierckx (1882-1955)         | Minister Verkeerswezen              | Liberale Partij               |
| Minister Posterijen, Telegrafie en Telefonie |               | Octave Dierckx (1882-1955)         |                                     | Liberale Partij               |
|                                              |               | Paul Tschoffen (1878-1961)         | Minister Koloniën                   | Katholieke Unie               |
|                                              |               | Jules Ingenbleek (1876-1953)       | Lid van de Ministerraad             | Liberale Partij               |
|                                              |               | Paul van Zeeland (1893-1973)       | Lid van de Ministerraad             | extraparlementair (katholiek) |

## Bron
- Regering-De Broqueville V, Belelite.